# Албештій-Бістріцей
Албештій-Бістріцей (рум. Albeștii Bistriței) — село у повіті Бистриця-Несеуд в Румунії. Входить до складу комуни Галацій-Бістріцей.
Село розташоване на відстані 311 км на північний захід від Бухареста, 16 км на південь від Бистриці, 68 км на схід від Клуж-Напоки.

## Населення
За даними перепису населення 2002 року у селі проживали 174 особи.
Національний склад населення села:
| Національність | Кількість осіб | Відсоток |
| -------------- | -------------- | -------- |
| румуни         | 129            | 74,1%    |
| цигани         | 44             | 25,3%    |

Рідною мовою назвали:
| Мова      | Кількість осіб | Відсоток |
| --------- | -------------- | -------- |
| румунська | 129            | 74,1%    |
| циганська | 44             | 25,3%    |